# José Teófilo de Jesus

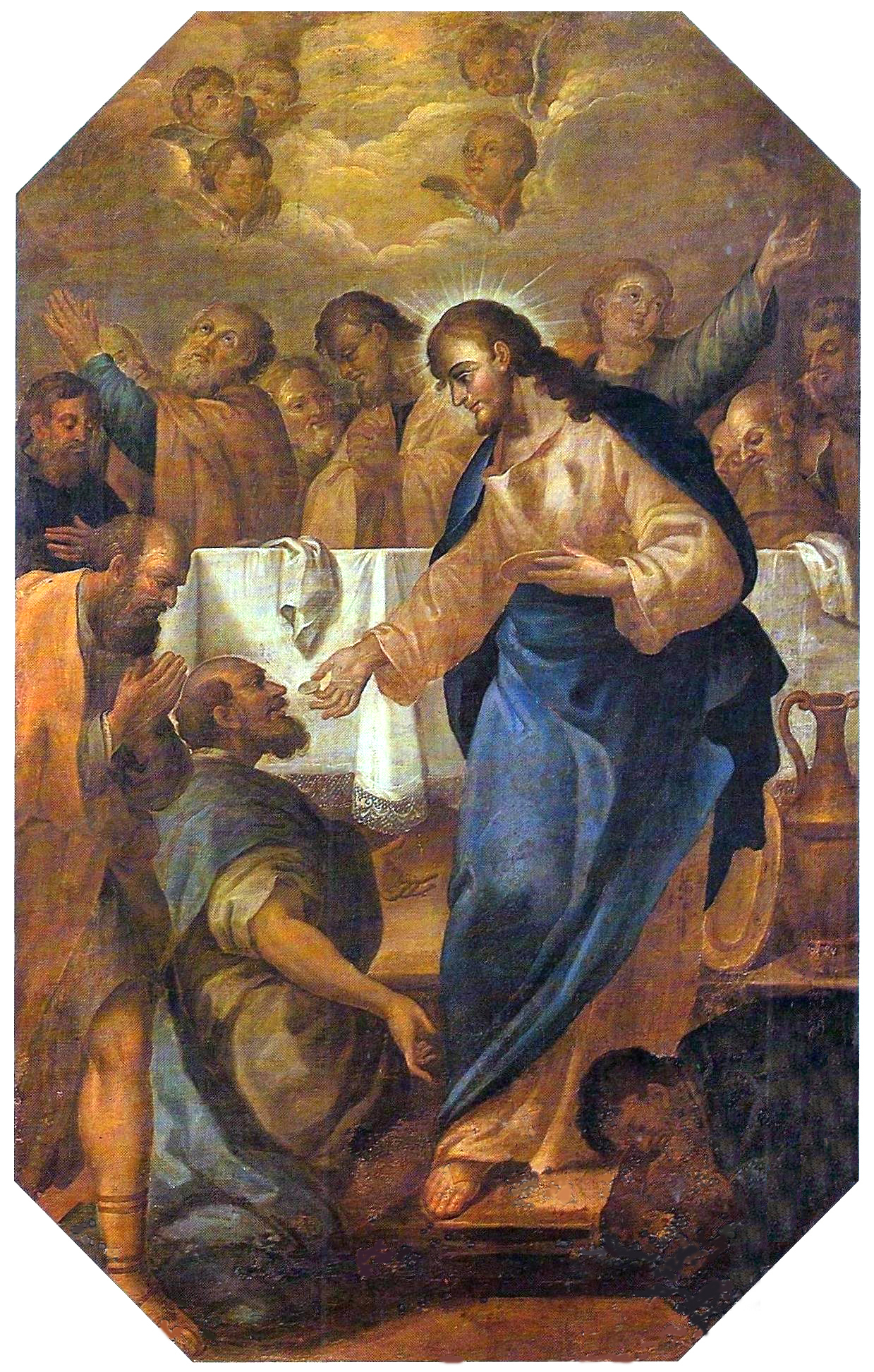
Jesus institui a Eucaristia, antes na Capela do Santíssimo Sacramento da Antiga Sé, hoje no Museu de Arte Sacra da Bahia

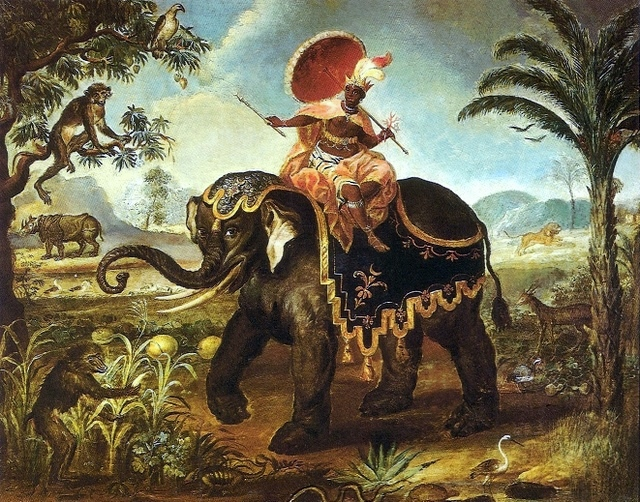
África, da série de alegorias sobre os quatro continentes. Museu de Arte da Bahia

José Teófilo de Jesus (Bahia, 1758 — Salvador, 19 de julho de 1847) foi um pintor e decorador brasileiro, um dos mais notados representantes da Escola Baiana de pintura. 
Sua obra é eclética, e se caracteriza por ilustrar a passagem do Barroco para o Rococó, chegando a esboçar traços neoclássicos, adaptando criativamente uma herança estética importada para um contexto novo, e formulando com isso uma linguagem tipicamente brasileira. Foi original também ao trabalhar temas profanos num contexto em que a tradição religiosa tinha grande peso. Parece ter levado uma vida simples e despojada, da qual pouco se conhece, embora como artista seu prestígio em vida fosse grande. Sua produção é aparentemente vasta, mas um bom número das obras que são identificadas com seu nome têm essa atribuição sustentada apenas pela tradição oral. Apesar de já ser reconhecido pelos especialistas como um dos grandes nomes do Barroco brasileiro, e um dos últimos grandes, sua trajetória ainda é cheia de lacunas e incertezas, precisa de mais estudos especializados, e ainda não se tornou conhecida pelo grande público. 

## Vida
As informações sobre sua vida são muito escassas. Nasceu na Bahia e era mulato, filho de Antônio Feliciano Borges e Josefa de Santana. Conforme o costume da época, deve ter iniciado sua carreira ainda jovem, sendo discípulo de José Joaquim da Rocha. Em 1788 entrou para o serviço militar, com o posto de Porta-bandeira do 4º Regimento de Artilharia de Salvador, e nesta época já devia ser um profissional da pintura. Em 9 de junho de 1793 foi contratado pela Sé de Salvador para fazer quatro pinturas para a Capela do Santíssimo Sacramento, recebendo 60$000 réis.
Em 1794, patrocinado pelo seu mestre, de quem era o discípulo predileto, viajou para Lisboa a fim de se aperfeiçoar, recomendado aos cuidados do Capitão Basílio de Oliveira Vale. Na Metrópole estudou na Aula Régia de Desenho instalada na Real Casa Pia, onde foi aluno de Pedro Alexandrino de Carvalho, por quem foi muito influenciado, tendo contato também com a obra do famoso italiano Pompeo Batoni, que trabalhava na Basílica da Estrela, além de provavelmente estudar a produção de outros portugueses e estrangeiros influentes, como Vieira Lusitano e Rubens, cujas obras eram visíveis em igrejas e outros edifícios da capital.
Voltou a Salvador em 1801, e no ano seguinte seus serviços foram requisitados pela Ordem Terceira de São Francisco. Para ela pintou quatro painéis. Casou em 20 de fevereiro de 1808, com Vicência Rosa de Jesus, preta forra, natural da Costa da Mina. Trabalhou em uma quantidade de igrejas, deixando importantes obras de douramento de talha e pintura em tetos e painéis, tornando-se reconhecido como um dos melhores pintores da Bahia.
Faleceu depois de cair de um andaime enquanto finalizava o teto da Matriz de Divina Pastora. Estava quase na penúria. Ao que parece, sempre cobrava pouco pelos seus trabalhos, e nos seus últimos anos faltaram-lhe boas encomendas. Poderia ter mantido um melhor padrão de vida dando aulas, mas registrou-se que isso não o agradava, e só no fim da vida admitiu uns poucos discípulos. Entre eles, João Francisco Lopes e Olímpio Pereira da Mata.

## Obra e contexto

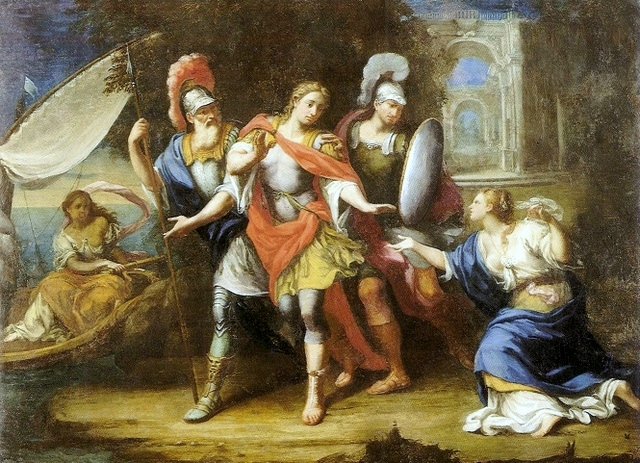
O Rapto de Helena de Troia, Museu de Arte da Bahia

Enquanto seu mestre José Joaquim da Rocha ainda pintou tudo para a Igreja e suas irmandades, num tempo em que no Brasil a religião era a força social dominante e a Igreja era praticamente o único mecenas, a dedicação de Teófilo às alegorias e outros temas profanos tirados da mitologia clássica ou da história - sendo um pioneiro neste campo no Brasil - reflete a transformação de uma sociedade que em breve deixaria de ser uma colônia dependente e explorada, mergulhada no misticismo emocional e dogmático do Barroco católico, para a partir de 1822 se tornar um Império autônomo recém-fundado, que buscava um lugar na comunidade internacional e também definir a si mesmo sobre outras bases institucionais e filosóficas. Mas se era um período de transição, se desde 1808 o Neoclassicismo já se institucionalizara na capital, o Rio de Janeiro, com a chegada da corte portuguesa, mais "atualizada" em gostos, e se logo após sua morte o novo Império viria enfim a se estabilizar com um rosto todo novo, esculpido pelo Academismo clássico-romântico, durante a maior parte da carreira de Teófilo o Barroco ainda permaneceu uma referência forte nas províncias, em especial para a produção sacra. Pois continuando o Catolicismo como religião oficial do país, a Igreja, a instituição mais rica da época, e a mais conservadora, ainda foi o seu maior patrono, como fora há longos séculos na história das artes coloniais. Em suma, dado o seu contexto, atuando num centro importante que já fora capital colonial mas ora era periférico, é natural que sua obra se tenha construído principalmente sobre os fundamentos estilísticos do arraigado Barroco e sido produzida com temática sagrada.

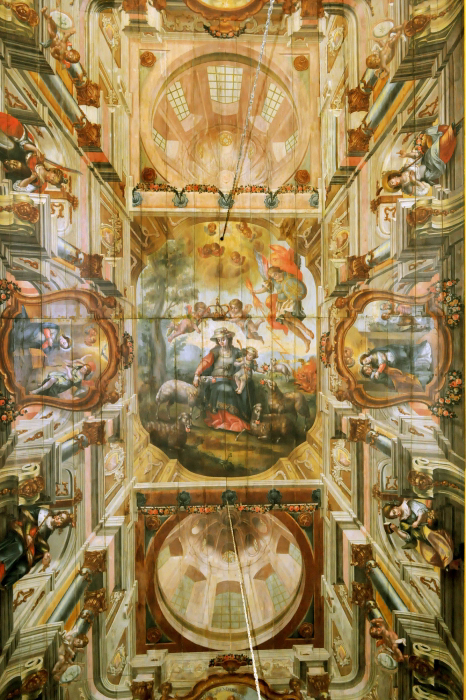
A Divina Pastora, forro da Matriz de Divina Pastora

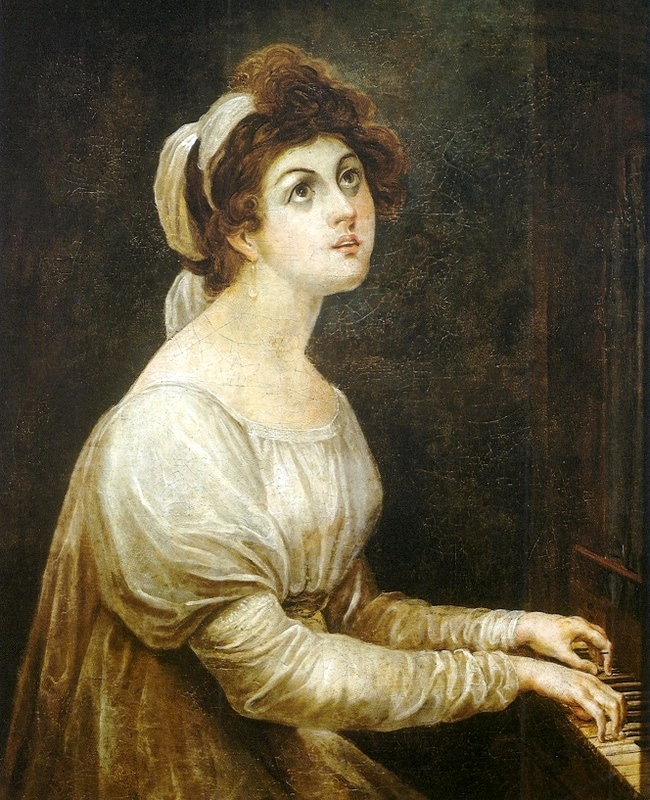
Santa Cecília, Museu de Arte da Bahia

Mas em que pese esta definição genérica, isso não quer dizer que tenha se mostrado totalmente insensível às novidades neoclássicas. Se o Barroco foi excesso visual e ornamentos superabundantes, drama à flor da pele e religião por toda a parte, já o Rococó e ainda mais o Neoclassicismo foram propostas de progressivo despojamento, de uma busca de essências em formas mais leves, composições mais diretas e cores mais claras, numa sociedade que se laicizava com rapidez e passava a prezar o racionalismo e o liberalismo. Sua produção madura reflete um pouco dessa tendência nova, interpretando visualmente o choque entre dois conceitos de mundo e de representação. Serve como exemplo o teto da Matriz de Divina Pastora em Sergipe, o último de sua carreira e considerado pelo Iphan uma de suas melhores obras: sua complexa arquitetura ilusionística é filha direta do Barroco italiano do século XVII, mas já não é tão complexa e densa como foram as de seus antecessores, e no medalhão central criou uma cena bucólica e singela digna dos árcades. Também é preciso lembrar que em seu aperfeiçoamento em Portugal o Barroco típico que herdara seu primeiro professor, José Joaquim, foi aligeirado e "modernizado" pelo contato com o Rococó e com o Neoclassicismo que começavam a se fazer notar por influência francesa, de modo que ele já trazia germes de renovação consigo desde relativamente cedo em sua carreira.
Segundo Carlos Ott, Teófilo não chegou a dominar tão bem como seu mestre as regras da composição de perspectiva ilusionística, tão apreciada pelas gerações anteriores para a decoração dos tetos, mas isso não significava que fosse um pintor menor. Simplesmente o seu talento estaria em outro gênero de obra, o painel de cavalete. Mas como faz notar Maria de Fátima Campos, em se tratando de valorizações, muito acaba se resumindo a uma questão de opinião dos críticos. Para ela, por exemplo, as simplificações e distorções que Ott viu como defeitos, são indicativos em vez de uma nova concepção de harmonia plástica. Foi, de fato, bastante eclético.
Esse ecletismo também é explicado por dois outros fatores a considerar: assim como faziam todos os mestres de ateliês, Teófilo, depois que se consagrou como um dos melhores pintores baianos de sua geração, pelo menos para realizar as obras nos grandes tetos, empregou ajudantes para dar conta do trabalho, ajudantes que se encarregavam de boas porções das obras mas nem sempre tinham uma grande qualificação. Era um sistema de produção coletiva, e em grande medida anônima. Até nisso Teófilo foi inovador, pois foi o primeiro que deixou grande número de obras assinadas. O outro fator também foi um costume recorrente no Brasil desde o século XVIII: o de tomar como modelo para as obras encomendadas imagens europeias que circulavam em quantidade na forma de gravuras. Essas imagens, pertencendo a diferentes épocas e estilos, de boa e má qualidade, foram a base e o modelo para muito da produção barroca brasileira, mesmo que via de regra fossem adaptadas, simplificadas e reorganizadas em um grau considerável para atender a necessidades específicas. Era uma iconografia rica, sua aquisição era barata, e supria uma séria lacuna de boas fontes de informação visual para o ambiente artístico brasileiro, ainda sem escolas de arte institucionalizadas e distante do que se fazia na Europa, de onde ainda vinham todas as referências.
Quando a corrente romântica passou a predominar, toda essa "promiscuidade", esse anonimato e esse relativo amadorismo na produção artística brasileira passaram a ser encarados como sinais de atraso, e o Barroco, com sua abundância ornamental e tendência dramática, se tornou para muitos coisa totalmente fora de moda, sem valor algum. Não por acaso que até meados do século XX uma igreja barroca, mesmo rica, não valesse mais nada, e sua destruição fosse encarada como coisa normal, em nome da modernização e do progresso. Um número imenso de edifícios e obras de arte se perdeu deste modo. Hoje em geral se percebe esses "defeitos" não mais como defeitos, mas como a verdade do seu tempo, lugar e condição. Entende-se que essas características são o que define a tipicidade do Barroco brasileiro, e dão vigor e interesse ao legado de Teófilo, pois ele soube utilizar os recursos que teve à disposição construindo uma obra que é um importante documento histórico bem como um dos monumentos da arte nacional, com uma lucidez que lhe permitiu produzir uma de suas melhores composições quando chegava aos noventa anos de idade.

## Legado

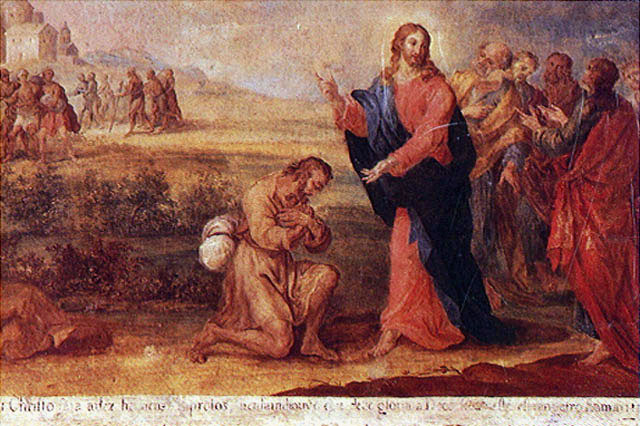
Milagre de Jesus, painel na Igreja do Bonfim

Teófilo é consensualmente considerado um dos pilares da chamada Escola Baiana de pintura, ao lado de Franco Velasco e do seu fundador José Joaquim da Rocha, uma escola que pôde absorver as melhores lições internacionais disponíveis em um contexto nacional ainda cheio de limitações, e com elas fundar um novo vernáculo visual, genuinamente brasileiro. Todos foram muito celebrados em vida, e um manuscrito de c. 1866-1876 descoberto na Biblioteca Nacional ainda os louva em conjunto como artistas insignes, dignos de toda a admiração, responsáveis por tornar Salvador uma "nova Atenas". Teófilo em particular, foi chamado de "o Rafael baiano". Além disso, foi um dos últimos grandes continuadores dos princípios do Barroco (incluindo-se aqui sua floração final, o Rococó), que permaneceram tão vivos na cultura brasileira até meados do século XIX, quando o estilo já se tornara um anacronismo na Europa em geral há pelo menos cinquenta anos, suplantado pelo Neoclassicismo e pelo Romantismo. Mesmo com o reconhecimento que já assegurou entre os peritos, os estudos que o enfocam são poucos e insuficientes para que sua vida e obra sejam conhecidas e apreciadas em mais larga escala como mereceria sua importância. Um bom número de obras a ele atribuídas não têm qualquer documentação comprobatória, complicando o trabalho da crítica.
Na sua grande produção, destacam-se os tetos da Igreja da Ordem Terceira do Carmo de Salvador e de Cachoeira, da Capela Nossa Senhora da Piedade, da Matriz de Divina Pastora, do mosteiro dos Beneditinos de Nossa Senhora da Graça, da Igreja de Nossa Senhora da Barroquinha, da Igreja de Nossa Senhora do Pilar, da Matriz de Itaparica e da Igreja dos Órfãos de São Joaquim, além de painéis na Igreja de Nossa Senhora da Piedade, na Igreja de Nosso Senhor do Bonfim e na Igreja da Ordem Terceira de São Francisco. Também merecem nota uma série de 23 retratos de santos, beatos e eminências da ordem dos Capuchinhos e as 14 estações da Via Sacra para a Matriz de Maroim. Algumas de suas obras de cavalete estão preservadas no Museu de Arte da Bahia.